# Tit Quinti Cincinnat Capitolí (tribú consular 388 aC)
Tit Quinti Cincinnat Capitolí (en llatí: Titus Quinctius T. f. L. n. Cincinnatus Capitolinus) va ser un magistrat romà que va viure al segle iv aC.
Va ser tribú amb potestat consolar l'any 388 aC, i altra vegada el 385 aC (any en què també va ser mestre de la cavalleria amb Aulus Corneli Cos de dictador) i el 384 aC. La primera vegada en la guerra contra els prenestins, va ser nomenat dictador i va obtenir una victòria decisiva a la riba de l'Àlia, i en nou dies va conquerir nou ciutats.